# تربوثيلازين
تربوثيلازين هو مركب كيميائي ينتمي إلى فئة الكلوروتريازين، ويحتوي بالمقارنة مع الأترازين والسمازين،على مجموعة ثلاثي-بيوتيل بدلاً من مجموعتي الأيزوبروبيل والإيثيل على التوالي.

## الاستخدامات
يُستخدم مركب التربوثيلازين كمبيد أعشاب انتقائي.